# 華人豬
華人豬，是馬來西亞和印度尼西亞的種族主義者用以侮辱華人的歧視用語。該詞結合了馬來語的「Cina」（華人）與「babi」（豬），常被用以貶損華人食用豬肉的飲食習慣、宗教與文化信仰差異，以及針對華裔族群的不滿與敵意。由於豬在該地被伊斯蘭教徒視為不潔之物，此種族歧視語被視為帶有強烈的侮辱與貶義色彩。

## 詞源
溯源早期東南亞華人移民的歷史，有部份南洋華工先民簽下賣身契，成為「豬仔」（Si Babi），通過仲介安排來到東南亞工作，之後落地生根並繁衍後代成為當地公民。另外華人有食用豬肉的深厚傳統，本地養豬產業亦主要由華人經營，所以在一般上都有「華人喜歡吃豬肉」的刻板印象。同時伊斯蘭教教條認定豬為不潔之物，故嚴格禁止教徒食用和接觸豬隻，這種厭惡亦使「豬」成為當地穆斯林咒罵和侮辱的象徵。自印尼和馬來西亞種族衝突以來，種族主義者常使用「華人豬」來辱罵當地華人。

## 事例

### 印尼
1987年，語言學家發現在印尼東爪哇省岩望，常听到「正統穆斯林」（santri）背景的爪哇裔青年，对當地华人喊骂诸如「cino mangan babi」（吃猪肉的华人）等词语。
1998年印尼排華事件中有暴徒呼喊「Cina Babi」，然後開始搶劫華人經營商店和市場。

### 馬來西亞
1924年，英国作家奥斯卡·库克曾记录他在北婆罗洲（今沙巴）斗亚兰，听过一名巴瑶人用一首马来班顿侮辱华人商人。
Hujan datang, （雨来）
Kambing lari. （羊跑）
Orang china, （华人）
Makan babi. （吃猪）
2011年7月12日，森美蘭金馬士端姑阿都拉曼國中的一名馬來裔中學教師，驅逐4名華裔學生離開教室，並失言辱罵學生「華人豬」，最終由淡邊縣教育局長與校方介入調解。
2014年1月11日，雪蘭莪蕉賴有一名華裔老翁發生車禍，在交通警察局報案之後，查案過程中被曹長無故辱罵「華人豬」。
2015年4月18日，一名外籍工人在雪蘭莪沙登綠野購物商場騷擾一名華裔女子，並出言辱罵「華人是豬」（Babi Punya Cina），因此被在場眾人毆打。
2015年9月16日，巫統青年團大港區部主席拿督嘉瑪尤諾斯發起916紅衫軍大集會，對抗淨選盟4.0集會，遊行隊伍中有激進份子辱罵「華人豬」。嘉瑪回應解釋「華人都吃豬肉，所以說Cina Babi沒有問題」，並且拒絕對此言論道歉。
2020年11月28日，柔佛新山一名華裔女空服員遭遇馬來路霸，被對方舉中指辱罵「華人豬」，及後路霸蓄意緊急煞車造成事故，並將女空服員毆打致傷。

## 馬來西亞擬議法案
2015年7月，馬來西亞首相署擬議一項《國家和諧與和解委員會法案》（National Harmony and Reconciliation Commission Bill），並在這項法案下設立仲裁庭，負責審理侮辱及歧視等言論和行為的投訴，但無權處理因此產生肢體衝突的刑事案件。 2020年2月，首相署部長瓦塔慕迪預定將法案提呈國會尋求通過； 同年8月，決定取消這項法案。
法案一旦獲得通過之後，在社交媒體辱罵「華人豬」、「華人回中國」（Cina Balik China）、「外來者」（Pendatang）的言論，或者任何人用動物辱罵友族、侮辱及威脅其他宗教，都有可能觸犯法律。

## 另見
- 華人寄居論
- 外來者
- 支那
- 支那豚
- 白皮豬
- 你是豬

## 外部連結
- Cina Babi （页面存档备份，存于）, Urban Dictionary
- 郑丁贤：华人不是猪仔 （页面存档备份，存于）
- 周锐鹏：Cina babi与光荣猪仔 （页面存档备份，存于）